# Betriebswirt für Catering und Verpflegung
Der Betriebswirt für Catering und Verpflegung ist eine Weiterbildung an Fachschulen oder privaten Bildungseinrichtungen. Innerhalb von zwei Jahren eignen sich die Studierenden fundierte Kenntnisse im betriebswirtschaftlichen, technologischen, allgemeinbildenden, ernährungsphysiologischen und lebensmittelchemischen Bereich an. 

## Voraussetzungen
Voraussetzung für die zweijährige Vollzeit-Ausbildung ist eine abgeschlossene Ausbildung im Lebensmittelhandwerk, beispielsweise Koch, Restaurantfachfrau/-mann, Hotelfachfrau/-mann, Bäcker, Fleischer/Metzger, Fleischerei- oder Bäckereifachverkäufer. Zudem sollte Berufserfahrung vorhanden sein.

## Ziele
In der zweijährigen Vollzeitweiterbildung erlangen die Studierenden bei erfolgreich bestandener Abschlussprüfung zum Betriebswirt für Catering und Verpflegung auch die Fachhochschulreife, die Ausbildereignung und weitere Qualifikationen durch zusätzliche Schulungen.
Grundlegende Lernziele sind:
- Qualifiziertes, vernetztes Fachwissen
- Führungskompetenzen
- Vorbereitung auf aktuelle und zukünftige berufliche Herausforderungen
- Fachkenntnisse in den Bereichen:

- Ernährungsphysiologie
- Lebensmittelchemie
- Produktionstechnik
- Hygienemanagement
- Arbeitsrecht
- Personalwirtschaft
- Betriebswirtschaft
- Arbeitsorganisation

- Kommunikationsförderung
- Projektmanagement
- Flexibleres Arbeitsspektrum

## Vorteile
- Qualifiziertes Fachwissen und Kompetenzen
- Kostenfreie Weiterbildung
- Ermöglichung eines Fachhochschulstudiums
- Ausbildereignung
- Direkter Kontakt mit potentiellen Arbeitgebern
- Branchenübergreifendes Networking

## Praktikum und Projekte
Ein sechswöchiges Praktikum und Projektarbeiten tragen dazu bei, schulische Lehrinhalte mit betrieblichen Anforderungen zu verknüpfen.

## Weblink
- Betriebswirt/in (Fachschule) – Catering/Verpflegungsmanagement